# Lleó III d'Abkhàzia
Lleó III d'Abkhàzia (en georgià : ლევანი III, Levan III) fou virrei d'Ibèria (Kartli) del 926 al 957 i després rei d'Abkhàzia de 957 a 967 (se 959/960 a 968/969 segons Toumanoff, i de 955 a 957 segons René Grousset, que cita a Marie-Félicité Brosset).
Lleó era el segon fill de Jordi II d'Abkhàzia. Va succeir com a virrei d'Ibèria al seu germà gran Constantí quan aquest, que exercia el càrrec, es va revoltar i fou derrotat i en castig cegat i castrat. Per les seves funcions fou l'auxiliar del seu pare en la lluita contra el rei Ciríac II de Kakhètia. Es va aliar per aquesta lluita amb el seu cunyat el príncep Xurta, que era germà de Ciríac, qui li va obrir les portes de la fortalesa d'Ujarma. El corbisbe (rei) de Kakhètia, sense més possibilitats de mantenir la resistència, va acceptar retre homenatge a Jordi II d'Abkhàzia. Jordi li va permetre tornar a Kakhètia contra l'opinió de Lleó. Ciríac no va tardar a revoltar-se altre cop i Lleó al front d'un exèrcit, va envair de nou el país, però al cap de poc va rebre la notícia de la mort del seu pare, i Lleó va córrer a tornar a Abkhàzia per assegurar-se la corona, i va fer la pau amb Ciríac II acordant el matrimoni del fill del corbisbe kakheti, David, amb la filla de Lleó. Malauradament la situació de pau no va durar doncs la princesa filla de Lleó va morir aviat i la desconfiança va retornar entre les dues parts. Lleó va atacar i saquejar Muknar, Kherc i Bazxaleth; en aquest darrer lloc es va posar malalt i va morir vers el 867. El va succeir el seu germà Demetri III d'Abkhàzia.
Lleó estava casat però no va deixar fills mascles; se sap però que tenia almenys una filla, que es va casar amb David de Kakhètia, fill de Ciríac II.